# 만주국 감찰원

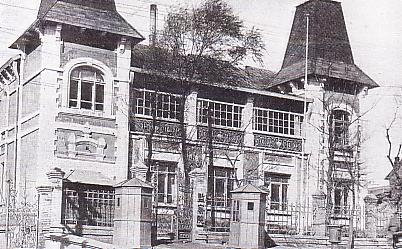
만주국 감찰원

만주국 감찰원(滿洲國監察院)은 만주국의 감찰기관이다. 하지만 건국 4년 후인 1936년에 폐지되었다.

## 개요
감찰원은 국무원으로부터 독립된 지위를 가졌으며, 총무처(總務處), 감찰부(監察部), 심계부(審計部)로 구성되었다. 감찰부는 관리나 각 부처의 위법·부당행위의 적발을 담당하였고, 심계부는 나라의 예산 등의 회계 감사를 담당하였다. 그러나 일본인 관리를 중심으로 비판적 의견이 많았고, 감찰원은 1936년 폐지되어서 그 권한은 국무원에 이관되었다.

## 역대 감찰원장
1. 위충한(于沖漢, 1932년 3월 9일 ~ 1932년 11월 12일)
2. 시나가와 가즈에(品川主計, 1932년 11월 12일 ~ 1933년 7월 5일) 대리
3. 뤄전위(羅振玉, 1933년 7월 5일 ~ 1937년 5월 7일)
4. 데라자키 에이유우(寺崎英雄, 1937년 5월 7일 ~ 1937년 7월 1일) 대리